# Abdou Jammeh
Abdou Jammeh est un footballeur international gambien né le 13 février 1986 à Bakau. Il a évolué au poste de défenseur. 